# Érase un okupa
Érase un okupa es el episodio número 02 de la serie televisiva Aquí no hay quien viva, y pertenece a la tercera temporada de la misma. En su estreno obtuvo 7.679.000 espectadores y un 41'1% de cuota de pantalla.

## Trama
Juan, aprovechando la ruptura de Lucía y Roberto, ofrece a este último alojarse en el ático por 300 euros al mes para hacer una remodelación al edificio con estos ingresos; pero como todavía eran muy bajos, deciden alquilar también la portería, así que desalojan a Mariano de ahí. Vicenta paga la fianza de Andrés, con la condición de que vivan un romance, aunque él le engaña diciéndole que realmente el que le ama es Juan. Belén encuentra empleo de «ponemultas» justo cuando amplían las zonas azules y hacen la calle Desengaño una de ellas, cosa que no hace mucha gracia a Mauri, que tiene que pagar por aparcar su recién comprado coche en la puerta de su casa. Alicia, a la que la convivencia con Emilio se le hace cada vez más difícil, decide irse a vivir con Lucía, que está sola después de su ruptura con Roberto.
Mariano se niega a irse de la portería, y se encierra obstaculizando la entrada a los vecinos con una verja electrificada y un perro de caza. Alicia y Lucía, solteras las dos, comienzan a ir juntas a ligar, pero, para desgracia de Alicia, Lucía tiene más suerte con los hombres que ella. Celoso, Roberto inventa una novia imaginaria para que Lucía crea que ha rehecho su vida y así darle celos a ella, pero ella, incapaz de acostarse con un hombre en la primera cita, finge hacer el amor con Carlos. Juan y Andrés se pelean porque este último ha encasquetado a Vicenta al presidente, pero al final dejan que ella decida, y elige a Andrés. Mauri, cegado de ira por la cuestión de la zona azul, escribe una crítica destructiva en su periódico acerca de las zonas azules, lo que provoca que desaparezcan y que Belén quede, por consiguiente, otra vez en el paro.
Los vecinos provocan un incendio para que Mariano desaloje de una vez la portería, pero la situación se les va de las manos y acaban incendiando el edificio. Al final se descubre que ni Roberto ni Lucía se han enrollado con nadie, ya que los dos fingían que tenían relaciones sexuales. Mauri, dolido por el desempleo de Belén, le encuentra trabajo en su redacción que, para desgracia de ella, es de encargada de la limpieza. Mariano va al programa de Agustín Bravo, donde exagera la situación que ha tenido con sus vecinos y se monta una manifestación en Desengaño 21 que al final consiguen apaciguar, pero encierran a Mariano con el perro de presa por haberlos puesto en evidencia.